# Guerras lusitanas
Guerras lusitanas es la denominación historiográfica de las guerras que mantuvo la República romana con un conjunto de pueblos del oeste de la península ibérica, a los que los propios romanos llamaban lusitanos, y cuyo territorio fue incorporado a la provincia denominada Hispania Ulterior. Tuvieron lugar entre 155 a. C. - 139 a. C., siendo en parte simultáneas a las guerras celtíberas (guerra numantina, desde el 154 a. C., en el territorio que fue incorporado a la Hispania Citerior). La guerra lusitana fue también llamada Purinos Polemos (que significa la Guerra Fiera).[cita requerida]
Los lusitanos se rebelaron contra Roma en dos ocasiones (155 a. C. y 146 a. C.), siendo derrotados en ambos casos.

## Historia
En el 194 a. C., estallaron las hostilidades entre los romanos y los lusitanos, quienes eran un pueblo autóctono. En 190 a. C. Lucio Emilio Paulo se enfrentó a los lusitanos; tras ser inicialmente derrotado y perder 6000 de sus hombres finalmente se impuso y les mató 30 000 de sus guerreros (según Plutarco). Al año siguiente Publio Junio Bruto derrotó y mató a 18 000 lusitanos y capturó a 2300 más. Su sucesor como pretor de la provincia Ulterior (188 a. C.-186 a. C.), al inicio de su gobierno atacó a los lusitanos y asedió Asta Regia, matando a 6000 personas.
En el 179 a. C., los romanos tuvieron éxito en la pacificación de la zona y obtuvieron un significativo tratado de paz. Sin embargo en el 155 a. C., una gran revuelta bajó el liderato de un cacique llamado Púnico, que se había aliado con los vetones, azotó la región. En el 154 a. C. los lusitanos derrotaron a Lucio Manlio Acidino, gobernador de la Citerior, y a Lucio Calpurnio Pisón, de la Ulterior, en la Bética, donde les infligen 5000 bajas. Tras la muerte de Púnico, otro cacique llamado Césaro asumió el liderazgo de la revuelta de los lusitanos, derrotando a Lucio Mumio en una maniobra de retirada en 153 a. C., tras lo cual animó la resistencia de los celtíberos, en especial los segedanos, en la segunda guerra celtíbera. Otro señor de la guerra, llamado Cauceno, se levantó contra Roma en el norte de África.
Entre los años 154 a. C. a 153 a. C. el pretor Lucio Mumio combatió con 15 000 legionarios, tras varias derrotas iniciales en las que perdió 5000 a 6000 hombres, los lusitanos y celtíberos organizaron un ejército de 20 000 infantes y 5000 jinetes a los que finalmente logró imponerse y hasta fue honrado poco después con un Triunfo.
El pretor Servio Sulpicio Galba y el procónsul Lucio Licinio Lúculo llegaron en el 151 a. C. y procedieron a subyugar a la población local. Sin embargo, los lusitanos les causaron más de 7000 bajas en combate, obligándolos a retirarse a sus cuarteles de invierno en Conistorgis, en territorio de los cuneos, con los 20 000 hombres que les restaban. Entonces Galba invitó a los líderes lusitanos a "entablar negociaciones de paz" (150 a. C.) atrayendo a más de 30 000 desarmados, y los mató allí mismo, masacrando 8000 o 9000 y vendió como esclavos a otros 20 000, incluyendo mujeres y niños.Lúculo intervino antes que embarcaran y masacró a 15 000 de ellos.
En 147 a. C. llegó con refuerzos Cayo Vetilio (Caius Vetilius), sumando 10 000 soldados romanos en la zona.

## Viriato

Mapa de las campañas de Viriato contra el Imperio Romano.

En el 146 a. C. los lusitanos encontraron un nuevo líder llamado Viriato, quien fue ganando renombre entre los romanos como un gran jefe de guerrillas, reuniendo cerca de 6000 guerreros. Vetilio lanzó una ofensiva contra los indígenas que fue respondida por una campaña de guerrillas. Cuando los romanos se adentraron en territorio enemigo persiguiendo a Viriato, fueron emboscados en un desfiladero de la actual Serranía de Ronda muriendo o siendo capturados 4000 romanos y escapando el resto. Vetilio no sobrevivió. Los romanos sobrevivientes fueron reforzados por 5000 bellos y titos, lanzando otra ofensiva que también terminó en un desastre, muriendo la mayoría de los celtíberos aliados y teniendo que refugiarse en Carteia los sobrevivientes esperando refuerzos.
Viriato y los suyos aprovecharon la inactividad del enemigo vencido y tomaron la iniciativa, entrando en la Carpetania y en el valle del río Betis, regiones que devastaron. Mientras que el sucesor de Vetilio, el pretor Cayo Plautio quedó al mando en la Ulterior con 10 000 infantes y 1300 jinetes, quien de inmediato lanzó una ofensiva para capturar al caudillo lusitano en la Carpetania, Viriato recurrió nuevamente a las tácticas de guerrilla y causó más de 4000 bajas a los romanos.
En el 145 a. C., el general Quinto Fabio Máximo Emiliano con 30 000 soldados (17 000 recientemente reclutados) realizó una campaña con éxito contra los lusitanos, pero falló en su objetivo de arrestar a Viriato. En el 143 a. C., Viriato formó una coalición contra los romanos con varias tribus celtíberas. En el 142 a. C. el aliado de Viriato, el caudillo celtíbero Tangino, fue derrotado por Quinto Pompeyo. Entre 141 a. C. a 140 a. C. Fabio Máximo siguió su campaña con dos legiones romanas y auxiliares, 18 000 infantes y 1600 jinetes romanos, 300 númidas y 10 elefantes de guerra enviados por el rey Micipsa por Sierra Morena. Viriato los derrotó, matando a 3000 romanos. Tras esto el general romano se refugió en su campamento base donde recibió 5000 refuerzos con los que inició una nueva ofensiva haciendo retroceder a los lusitanos. Tuvo éxito al enfrentar a los jefes lusitanos Curio y Apuleyo, quienes le enfrentaron en una batalla abierta, siendo destruidas sus fuerzas y capturados 10 000 de sus hombres. Sin embargo, meses después el ejército romano fue emboscado y derrotado en la sierra.
Más tarde, Viriato derrotó también al general Quinto Fabio Máximo Serviliano y aceptó perdonarle la vida a cambio de un tratado de paz de igual a igual.
El tratado fue roto un año después por Quinto Servilio Cepión, quien penetró con 20 000 legionarios en las tierras de los vetenos y galaicos mientras que Marco Popilio Lenas pacificaba la región entre los ríos Duero y Tajo, construyendo varios campamentos para asegurarla.
En el 139 a. C. Viriato fue finalmente asesinado mientras dormía por tres de sus compañeros, Audax, Ditalco y Minuro, que habían sido enviados como emisarios a Roma y sobornados por Marco Popilio Lenas.[cita requerida]
Décimo Junio Bruto observó mientras se internaba en Lusitania que sus ciudades estaban defendidas por mujeres guerreras.[cita requerida]
Durante los años 61 a 60 a. C. el propretor Cayo Julio César con un ejército de 20 cohortes (unos 10 000 hombres) y 5000 auxiliares locales sometió definitivamente a los lusitanos.